# Dromón

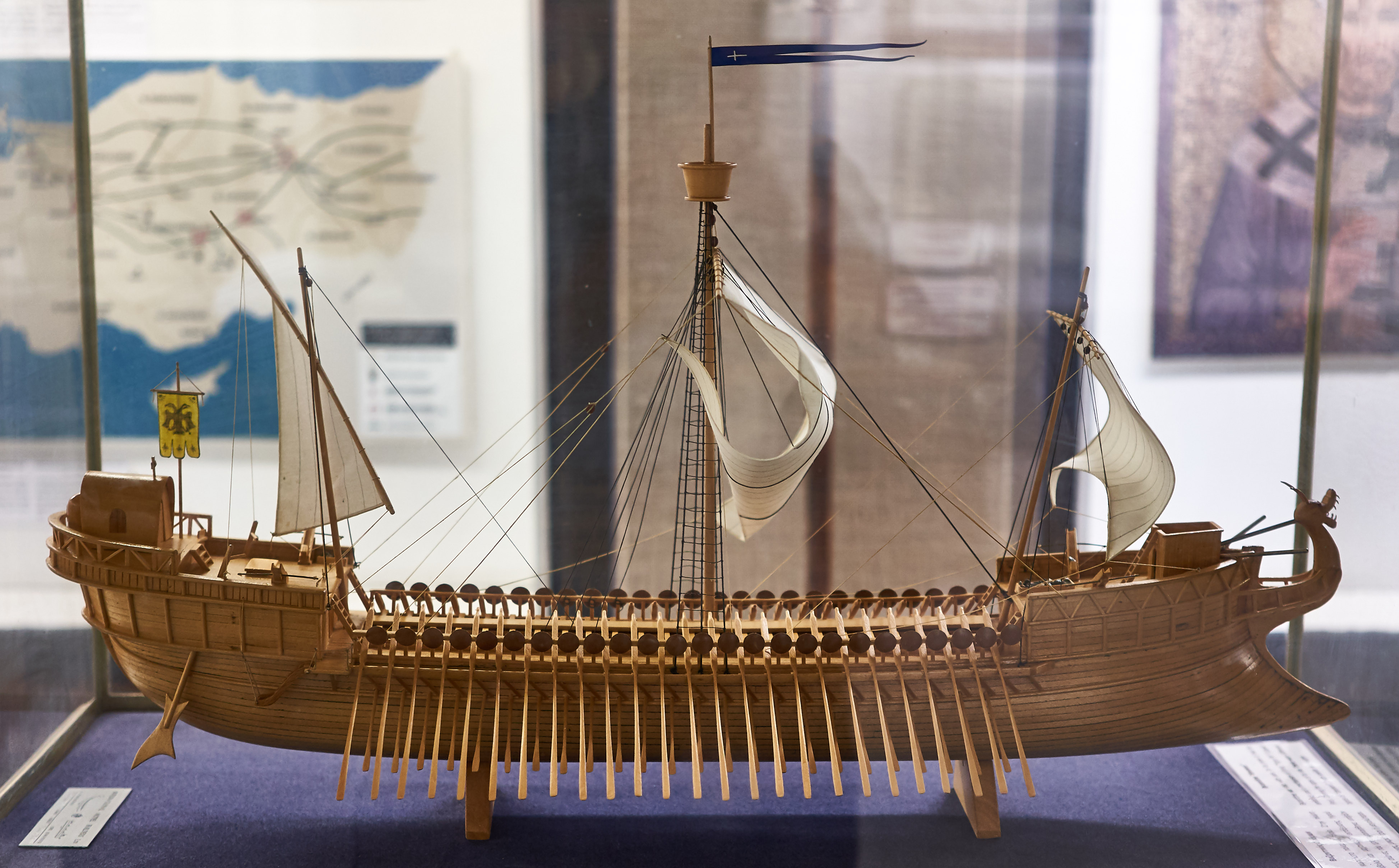
Model byzantského dromónu v Athenském muzeu války

Dromón byla byzantská loď. Její konstrukce vychází z římských liburn a birém.
Dromón byl dlouhá veslice s klasickou konstrukcí kýl – vazy – žebra. Trup měl po celé délce dobře utěsněnou palubu a přes boky přesahovala trámová konstrukce pro umístění lavic pro veslaře. Na každém boku byly dvě řady vesel, kterých bylo u některých lodí až 80. Každé veslo obsluhovali dva muži. Dromóny se stavěly až 50 m dlouhé a jejich posádku tvořilo až 300 mužů.
Původně měl dromón jeden stěžeň, ale postupně jejich počet vzrostl na tři. Původně byla plachta obdélníková neboli příčná, ale později byla nahrazena trojúhelníkovou latinskou. Hlavní zbraní byl příďový beran čili kloun na úrovni vodní hladiny pro taranování a metací stroje umístěné na vyvýšených plošinách. Později se začal používat řecký oheň. Byla to zapálená směs několika hořlavých látek, která byla pomocí speciálního zařízení vrhána na nepřátelské lodě.